# Anisarthrocera batesi villiersi
Anisarthrocera batesi villiersi es una subespecie de coleóptero de la familia Meloidae.

## Distribución geográfica
Habita en Irán.